# Hyposoter virginalis
Hyposoter virginalis là một loài tò vò trong họ Ichneumonidae.